# Drabesc
Drabesc (grec antic: Δραβῆσκος, llatí: Drabescus) fou una localitat de Tràcia on els colons grecs d'Amfípolis foren derrotats pels edons, un poble traci, que combatien per les mines d'or de la regió. S'identifica amb la vila moderna de Drama, o bé amb Draviskos.en
Segons la Taula de Peutinger, estaria situada a dotze mil passes de Filipos, i es trobaria a l'actual plana de Drama. Aquesta plana no es veu d'Amfípolis, perquè l'oculten les serralades del Pangèon, que l'envolten per la part nord-est. Aquestes muntanyes la separen també de la plana per on discorre el riu Estrímon.